# Métraux Services
Die Métraux Services SA mit Sitz in Etagnières ist eine im Bereich Automobil-Ersatzteile spezialisierte Schweizer Unternehmensgruppe. Sie beschäftigt 1'009 Mitarbeiter und erwirtschaftete 2007 einen Umsatz von 281 Millionen Schweizer Franken. Métraux Services ist an der Schweizer Börse SWX Swiss Exchange kotiert.

## Tätigkeitsgebiet
Kerngeschäft des Unternehmens bildet der Vertrieb von Ersatzteilen für Automobile. Darüber hinaus bietet Métraux Services verschiedene Dienstleistungen für Multimarkenwerkstätten. Der dritte Geschäftsbereich umfasst das Recycling sowie weitere Umweltdienstleistungen. Métraux Services ist über ihre Tochtergesellschaften in der Schweiz und in Belgien tätig.

## Geschichte
Das Unternehmen wurde 1967 als Tankstelle mit Gebrauchtwagenhandel gegründet. Bis Mitte der 1980er Jahre tätigte das Unternehmen einzelne kleinere Firmenübernahmen und baute seine Geschäftstätigkeit auf den Verkauf von Zubehör und Schmierstoffen sowie auf den Handel mit Heizöl und Treibstoff aus.
Ab 1989 expandierte das Unternehmen durch verschiedene grössere Übernahmen, die 1998 unter dem Dach der Métraux Services SA in die drei Divisionen Automotive, Industrie und Energie gebündelt wurden. Im Jahr 2000 folgte der Börsengang. 2001 veräusserte das Unternehmen seine Division Energie und expandierte mit dem Kauf der AD Belgium und der AD Ernotte, die 2004 fusioniert wurden, nach Belgien.
2006 veräusserte das Unternehmen auch seine Division Industrie um sich fortan auf den Vertrieb von Autoersatzteilen zu konzentrieren. 2007 übernahm Métraux Services die auf den Verkauf von Ersatzteilen für Lastwagen und Anhängern spezialisierte Remco Belgium NV in Belgien.
Im Jahr 2009 fusionierte Métraux Services mit der Derendinger AG zur Swiss Automotive Group. Die Börsennotierung der Métraux Services SA wurde daraufhin eingestellt.